# Långtjärnen (Åsarne socken, Jämtland, 696184-140436)
Långtjärnen är en sjö i Bergs kommun i Jämtland och ingår i Ljungans huvudavrinningsområde.